# جب عباس
جب عباس قرية سورية  تتبع إدارياً لبلدية الحراكي في منطقة المخرم  وتبلغ مساحتها حوالي 54 هكتاراً تبعد عن مركز مدينة حمص حوالي 33 كم وتشتهر بزراعة العنب والرمان واللوز والزيتون، تعدادها حوالي 2200 نسمة ، علما أن معظم سكانها هاجروا إلى البرازيل والأرجنتين في نهاية الحرب العالمية الأولى والثانية يحدها من الشرق تل أغر ومن الشمال وريدة والشوكتلية ومن الجنوب الحراكي وتل شنان تعتمد حاليا على زراعة اللوز والزيتون حيث تحولت معظم أراضيها إلى بساتين زيتون تحارب التصحر والجفاف بكل الأساليب لكي تحافظ على لونها الأخضر وتشتهر أيضا بزراعة القمح والقطن والشمندر السكري.